# Bathypterois atricolor
Bathypterois atricolor är en fiskart som beskrevs av Alcock, 1896. Bathypterois atricolor ingår i släktet Bathypterois och familjen Ipnopidae. Inga underarter finns listade.

## Bildgalleri

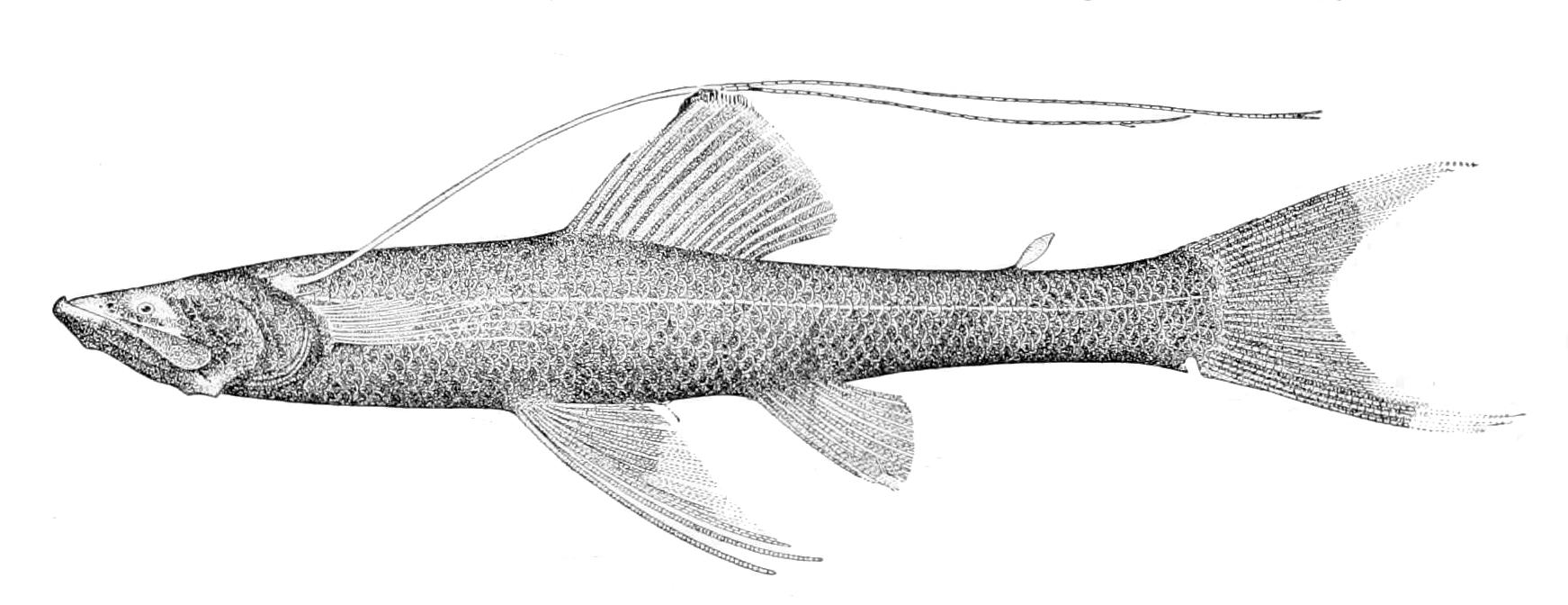